# عقلانية (علم نفس)

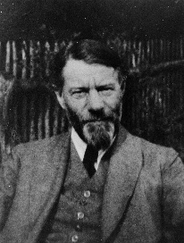

في علم النفس، العقلانية هي مصطلح شامل يشير إلى تلك الفروع من الدراسة التي تركز على الإدراك والفكر: على سبيل المثال، التخيل العقلي والوعي والمعرفة، كما هو الحال في علم النفس المعرفي. وقد استخدم مصطلح العقلانية في المقام الأول من قبل السلوكيين الذين يعتقدون أن علم النفس العلمي يجب أن يركز على هيكل العلاقات السببية للاستجابات، أو على وظائف السلوك.
لا العقلية ولا السلوكيات من المجالات المتبادلة الحصرية؛ ويمكن رؤية عناصر واحدة في الآخرى، وربما أكثر من ذلك في العصر الحديث مقارنة مع ظهور علم النفس منذ أكثر من قرن.

## النظريات

### ماكس فيبر
اقترح عالم الاجتماع الألماني ماكس فيبر تفسيرا للفعل الاجتماعي للتفرقة بين أربعة أنماط مختلفة من نماذج الفعل الاجتماعي. أول هذه النماذج يسمى الفعل العقلي الهادف والقيم، والذي يرتبط بتوقعات سلوك كائنات بشرية أخرى أو أغراض في البيئة. وتلك التوقعات تعد وسائل أحد ما ليصل إلى غاياته، ويصف فيبر السعي إلى تلك الغايات بأنه عقلاني ومحسوب. والنموذج الثاني يسمى الفعل العقلي المطلق. وهنا يتم الفعل وفق أسباب جوهرية لدى أحدهم، فبعضهما تكون أخلاقية، جمالية، دينية، أو غير ذلك من المحفزات، وذلك بشكل مستقل عما إذا كان سينجح الفعل أم لا. أما النموذج الثالث فهو العاطفي، والذي يتحدد بناء على تأثير، شعور، أو عاطفة ما لدى أحدهم، ويصف فيبر نفسه بأن هذا النوع من الفعل يقع على حدود الفعل العقلي الهادف. والنوع الرابع هو الفعل التقليدي أو المألوف، والذي يتم وفقا للعادات المترسخة. يؤكد فيبر أنه من النادر أن يوجد واحد فقط من هذه التوجهات، فالطبيعي أن تتواجد مختلطة. ويدل أسلوبه على أنه اعتبر أول نوعين أهم من الاثنين الآخرين، ويجادل البعض بأن الثالث والرابع فرعان من أول اثنين.
إن ما ميز تفسير فيبر للعقلانية هو أنه تجنب المغالاة في التقييم، كأن يقول أن بعض الأنواع من المعتقات لا عقلانية. وبدلا من ذلك، يقترح فيبر أن هناك أساسا أو باعثا –دينيا مثلا– يمكن تتبعه ليقدم تفسيرا أو تبريرا، ولو كان التفسير لا يتماشى مع الفعل العقلي الهادف وغاياته. ومن هنا فإن المقابل أيضا صحيح، فبعض تفسيرات الوسائل والغايات لن تتماشى مع أولئك الذين يعتمدون على الفعل العقلي المطلق.
تلقت تفسيرات فيبر للعقلانية نقدا من الناحية الهابرسمانية (بأنها تفتقر للسياق الاجتماعي وفقيرة نظرية من حيث القوى الاجتماعية) ومن الناحية النسوية أيضا، حيث ينظر إلى عقلانية فيبر بأنها مشبعة بالقيم الذكورية وتهدف إلى الإبقاء على القوى الذكورية.

### سيكولوجيا
في سيكولوجيا الاستدلال، يدافع السيكولوجيون وعلماء الإدراك عن نواح كثيرة من العقلانية البشرية. ومن أهما ما يتبناه فيليب جونسون وروث بايرن وآخرون، بأن البشر عقلانيون بداخلهم، لكنهم الخطأ يصيبهم عند التجريب، فالبشر يمتلكون القدرة على أن يكونوا عقلانيين، لكن تصرفهم يقيد بعوامل مختلفة. ومع ذلك، فقد جادل الكثيرون بأن الاختبارات المعيارية للاستدلال، مثل مغالطة الاقتران أو إهمال معدل الأساس، تعاني من مشاكل منهجية ومفاهيمية. أدى ذلك إلى حدوث خلافات في السيكولوجيا حول ما إذا كان على الباحثين أن يتقيدوا بالقواعد المعيارية للمنطق، نظرية الاحتمالات والإحصائيات، أو نظرية الاختيار العقلاني، كأساس للاستدلال الصحيح. يعارض هذه النظرة بعض السيكولوجيين مثل غيجيرينزر، حيث يفضلون مفهوم العقلانية المحدودة، خصوصا عند المهام التي يعتريها قدر كبير من عدم اليقين.

### ريتشارد براندت
قدم ريتشارد براندت إعادة إصلاح لتعريف العقلانية، فجادل بأن ما يجعل أحدهم عقلانيا هو أن تتخطى أفكاره التحليل النفسي الإدراكي.

## العقلانية الكلاسيكية
استخدم عالم النفس ألان بايفيو مصطلح العقلانية الكلاسيكية للإشارة إلى علم النفس الاستبطاني لإدوارد تيتشنر وويليام جيمس. على الرغم من أن تيتشنر يهتم بالبنيوية النفسية وجيمس مهتم بالوظيفة، فقد اتفق كلاهما على أن الوعي كان موضوع علم النفس، مما جعل علم النفس مجالًا موضوعيا بطبيعته.

## صعود السلوكيات
في نفس الوقت ازدهر المنظور الوظيفي للسلوكيات جنبا إلى جنب مع العقلانية منذ بداية علم النفس. ومع ذلك، عندما نشر عالم النفس جون واطسون مقالته «علم النفس كما يراه السلوكي» أن السلوكيات بدأت تؤثر تأثيرا سائدا. أثارت أفكار واطسون ما أطلق عليه البعض تحول النموذج الفكري في علم النفس الأمريكي، مما يؤدي إلى دراسة موضوعية وتجاربية للسلوك البشري، بدلا من دراسة ذاتية واعية للوعي البشري. واعتبر السلوکیون أن دراسة الوعي کانت مستحیلة، وأن الترکیز علی ھذه النقطة لم یکن إلا عائقا أمام الوصول إلی إمکاناتھ الکاملة. لفترة من الزمن، وأن تستمر السلوكيات لتكون القوة المهيمنة الدافعة للفكر النفسي، ازدهرت من قبل عمل الآخرين مثل إيفان بافلوف، إدوارد لي ثورندايك، وبورهوس فريدريك سكينر.

## العقلانية الحديثة
ظهر استعراض خادع لكتاب سكينر «السلوك اللفظي» من قبل نعوم تشومسكي في عام 1959 ميلاديًا تبشر بالتحول إلى التركيز على العقلية في علم النفس مع بداية الثورة المعرفية. وكان من الأهمية بمكان للنجاح في إحياء العقل أو الوعي كتركيز أساسي للدراسة في علم النفس (وفي المجالات ذات الصلة مثل علم الأعصاب المعرفي) التقدم التكنولوجي والمنهجي، الذي سمح في نهاية المطاف لرسم خرائط الدماغ، من بين التقنيات الجديدة الأخرى. قدمت هذه التطورات بطريقة تجريبية موضوعية للبدء في دراسة التصور والوعي، وإبطال فعال للانتقاد الرئيسي للعقلانية قبل نصف قرن.
مع ذلك، فإن الثورة المعرفية لم تقتل السلوكيات كبرنامج بحثي. في الواقع، نمت البحوث حول الإشراط الاستثابي في وتيرة سريعة خلال الثورة المعرفية. في عام 1994، قام الباحث تيري سميث باستطلاع تاريخ السلوك الراديكالي وأنهاه إلى أنه «على الرغم من أن السلوك الراديكالي قد يكون فاشلا، إلا أن برنامج البحث النشط كان ناجحا، وعلاوة على ذلك، فإن علم النفس النشط وعلم النفس المعرفي يكمل كل منهما الآخر، لكل منهما مجال خاص يساهم بشيئا ثمينا، ولكن بعيدا عن متناول الآخر».